# Cabo de Gata (localidad)
Cabo de Gata, también conocido como El Cabo, es una localidad y pedanía española perteneciente al municipio de Almería, en la provincia de Almería, comunidad autónoma de Andalucía. Está situada en la parte meridional de la comarca metropolitana almeriense. Su población en 2022 fue de 1598 habitantes (INE).

## Geografía
Se encuentra situada en el extremo oriental del mismo a 28 kilómetros de la ciudad, limitando con el municipio de Níjar. Tiene una población de 1598 habitantes, ampliándose notablemente en verano. La pedanía se encuentra inmersa en el parque natural del Cabo de Gata-Níjar, encontrándose a solamente 2 kilómetros de las salinas de Cabo de Gata y a 7 kilómetros del faro de Cabo de Gata, situado en el extremo sur oriental de la península ibérica. Pertenece al Distrito de Bahía.

## Naturaleza
A un kilómetro y medio existe un humedal, la desembocadura de la rambla de Morales, conocido popularmente como «El Charco». Este humedal de 4 ha alberga una gran cantidad de avifauna como el flamenco rosa, fochas, correlimos o la amenazada Malvasía Cabeciblanca.
A 2 km están los observatorios de aves de las Salinas, y a 4 km el poblado de Las Salinas, donde puede observarse su majestuosa iglesia. En la entrada a la pedanía existe un mirador sobre en el que se pueden contemplar las más de cien especies distintas de aves que allí se encuentran. 

### Playa de San Miguel
Playa catalogada como Zona B4 en el PORN de 2008. La playa urbana de Cabo de Gata es de arena blanca y, como el resto de las que forman este tramo del litoral almeriense, sometida a vientos relativamente frecuentes que originan un oleaje moderado.
La playa dispone del distintivo bandera azul por los distintos servicios que presta tales como baños, pasarelas, servicio de vigilancia y limpieza diaria.

## Historia
En las proximidades han aparecido restos prehistóricos, pero en el emplazamiento del pueblo no empezó a habitarse hasta el siglo XVIII. Debido a la riqueza de pesca en sus aguas, y a la construcción del Torreón de San Miguel, empezó a asentarse un poblado de pescadores. El pueblo estaba rodeado  de dunas, que en épocas de viento invadían las calles, entraban en casas e incluso sepultaban las lápidas del cementerio. En 1927 hubo un proyecto de construir un muro en la parte oeste para evitar la invasión de las dunas, pero nunca llegó a realizarse. A partir de los años 70, empezó a extraerse la arena para la agricultura intensiva, haciendo desaparecer las dunas. Como recuerdo ha quedado varios topóminos en la localidad, como el nombre del complejo deportivo, o el nombre de Las Dunas como se denomina la parte norte del pueblo.

## Geografía humana

### Demografía
| Gráfica de evolución demográfica de Cabo de Gata entre 2000 y 2022 |
|                                                                    |
| Datos según el nomenclátor publicado por el INE.                   |

### Urbanismo
Juan Goytisolo, describió su arquitectura: «las casas son rectangulares, blancas, se asemejan casi fortines». De esa arquitectura de los campos de Níjar ya no se conserva prácticamente nada, quedando algunas viviendas aisladas con dichas características.

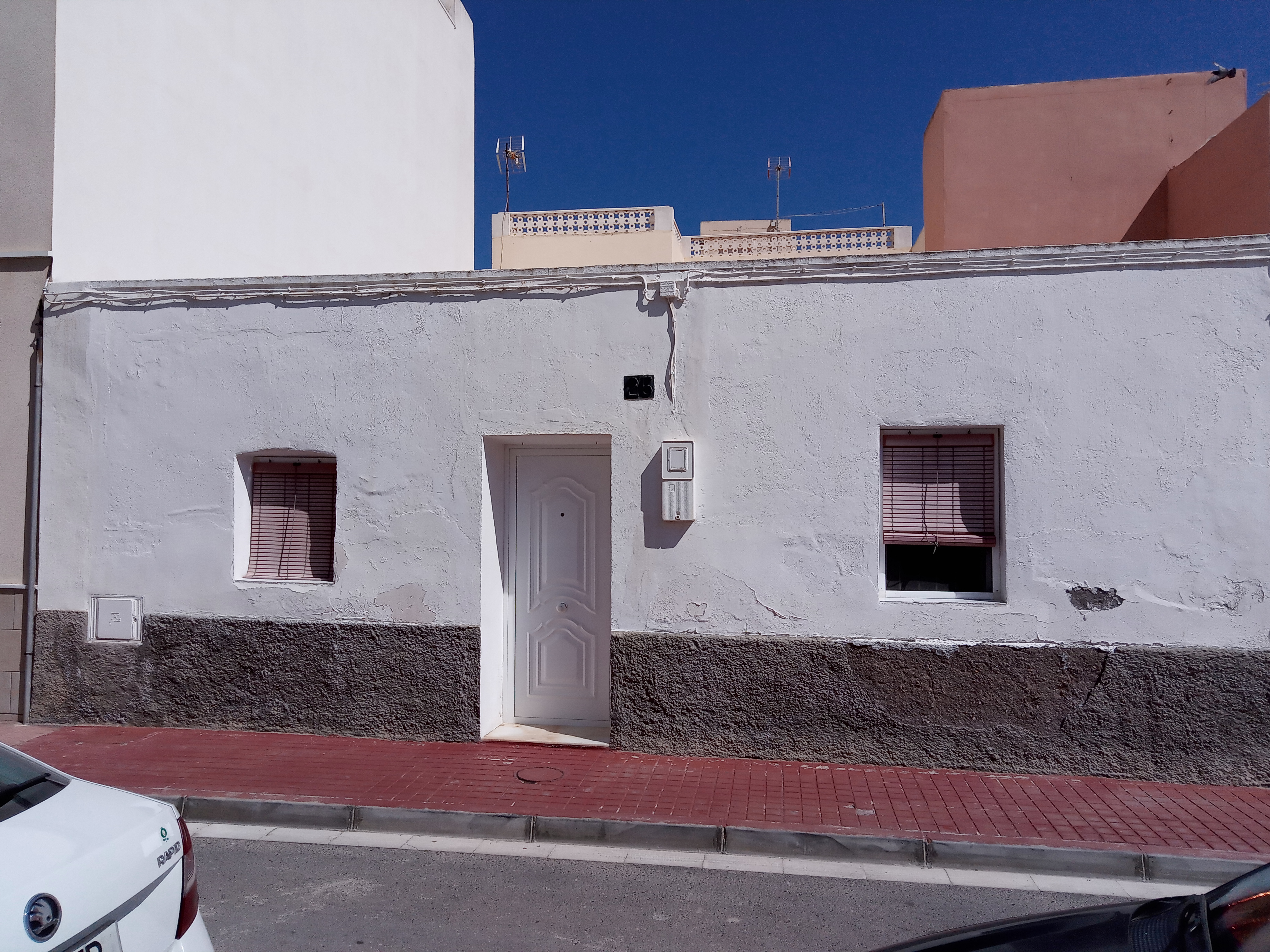
Arquitectura típica de Cabo de Gata

La localidad se encuentra concentrada en un núcleo compacto, caracterizada por calles estrechas, siendo la mayoría de un único carril. Las viviendas en su mayoría viviendas unifamiliares de una o dos plantas. La edificabilidad máxima es de cuatro plantas. No existe un estilo arquitectónico homogéneo, el crecimiento urbanístico se ha realizado sin control estético, habiendo un eclecticismo en el mismo. Las viviendas tampoco presentan un color homogéneo, predominando los tonos ocres en las viviendas.

### Economía

#### Agricultura
Tradicionalmente la actividad económica de la pedanía era la pesca, aunque los últimos 10 años la actividad ha cambiado siendo la agricultura intensiva la actividad principal. Desde el año 2020, se comienza a cultivar okra de manera pionera, siendo el primer lugar de la provincia donde se cultiva, con una superficie de cuatro hectáreas.

#### Turismo
En verano, debido a la masiva afluencia de visitantes, el sector de la hostelería da muchos puestos de trabajo a la población local.  En materia de alojamiento el pueblo cuenta con un hotel de dos estrellas,un hostal y una pensión,  además de numerosos apartamentos que ofrecen en verano en alquiler. A tres kilómetros se encuentra el camping de Cabo de Gata.

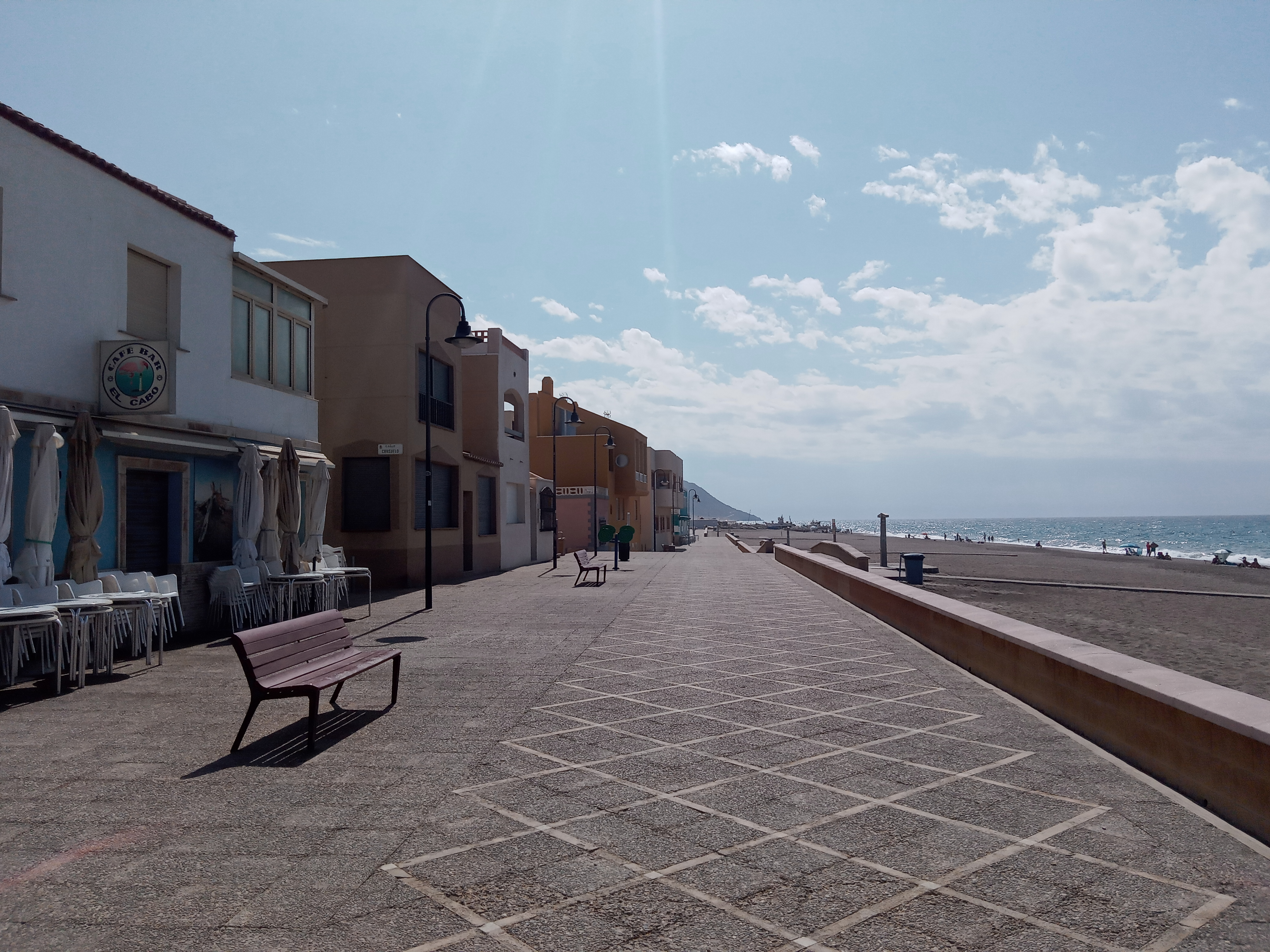
Paseo marítimo de Cabo de Gata.

De interés turístico la pedanía dispone de una playa de varios kilómetros de larga. Cuenta también con un paseo marítimo de 570 m de longitud en el cual existen varios establecimientos de restauración. Desde el 2019 se ha hecho una exposición de fotografías al aire libre, colgadas de las fachadas de comercios y viviendas con la intención de embellecer al núcleo y darle un mayor atractivo turístico, siendo excepcionalmente acogida por los vecinos y visitantes.

### Comunicaciones

#### Carretera
El único acceso es a través de la AL 3115, carretera que discurre entre Retamar y el faro, atravesando el municipio de Níjar antes de llegar a la localidad.

#### Transporte urbano
Debido a su lejanía con la ciudad, no dispone de línea de autobús urbano, siendo la única pedanía del municipio que no dispone de dicho servicio. En varias ocasiones los vecinos han demandado que el autobús urbano llegue a la localidad. Está conectada con la ciudad por una línea de autobuses interurbanos gestionados por la empresa  de autobuses Alsa. La frecuencia es de siete autobuses diarios de lunes a viernes, de ida y vuelta, y de seis sábados y domingos.

## Servicios Públicos
Debido a su lejanía con la ciudad, y ser el núcleo más poblado de todo el parque natural, dispone de una serie de servicios:
- Mercado de abastos. El antiguo mercado, fue cerrado y posteriormente derribado en 2006. Reinaugurado en 2010, con una superficie 190 m cuadrados, tiene una capacidad para cinco puestos, aunque únicamente hay uno ocupado.[10]
- Cementerio. Debido a su cercanía a la playa y la visión de los nichos desde la misma, los vecinos solicitaron levantar el muro para ocultar dichas vistas.[11]

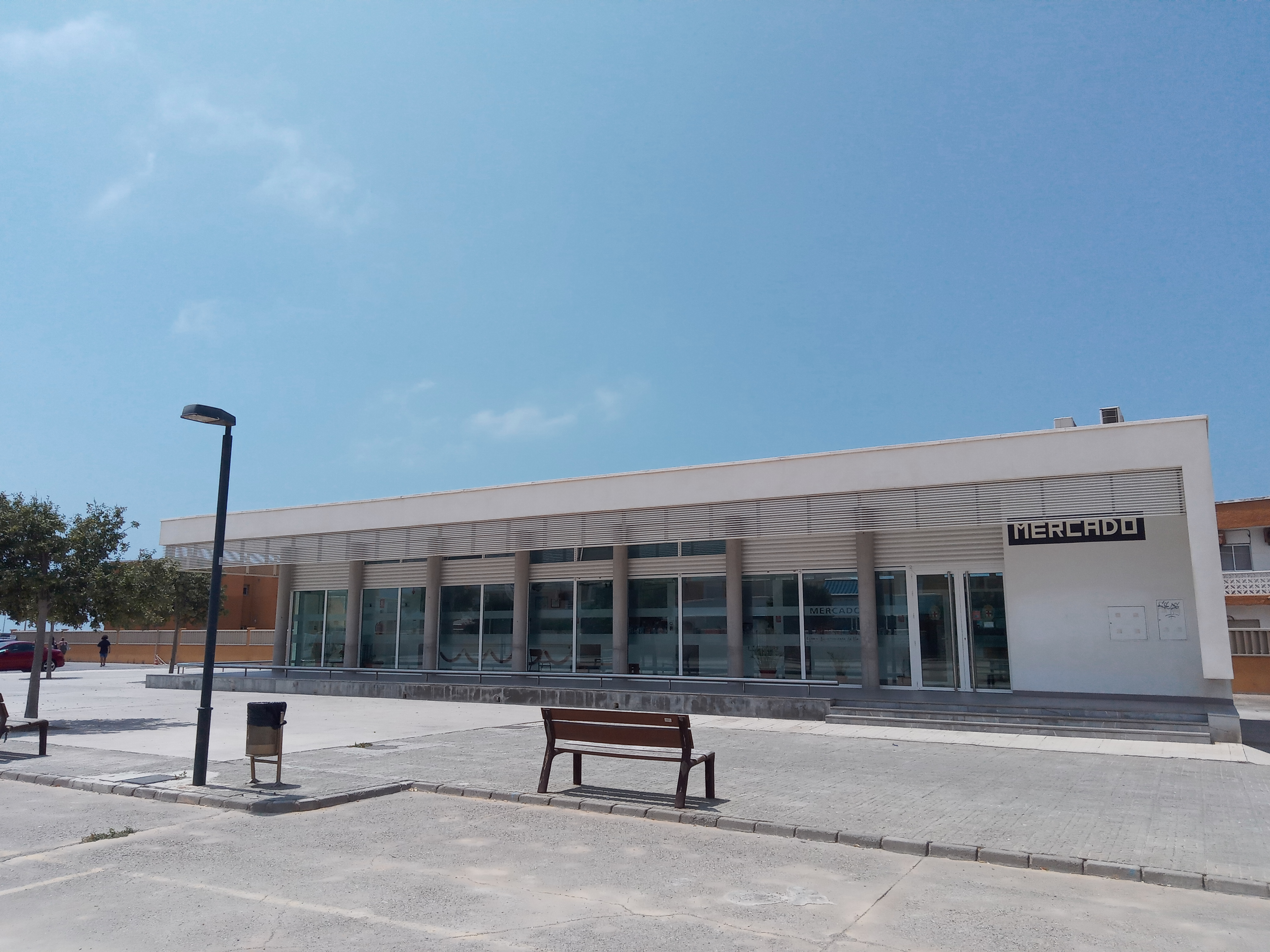
Mercado

### Educación
Existe un Centro de Infantil y Primaria, el CEIP Virgen del Mar. Para el resto de la educación secundaria y bachillerato el instituto de referencia es en La Cañada de San Urbano.

### Sanidad
Hay un consultorio médico que presta servicios de lunes a viernes en horario de mañana. Pertenece al distrito sanitario de Almería y cuyo hospital de referencia es el del Toyo. También cuenta con una ambulancia medicalizada con un enfermero y un técnico en emergencias sanitarias.

### Higiene

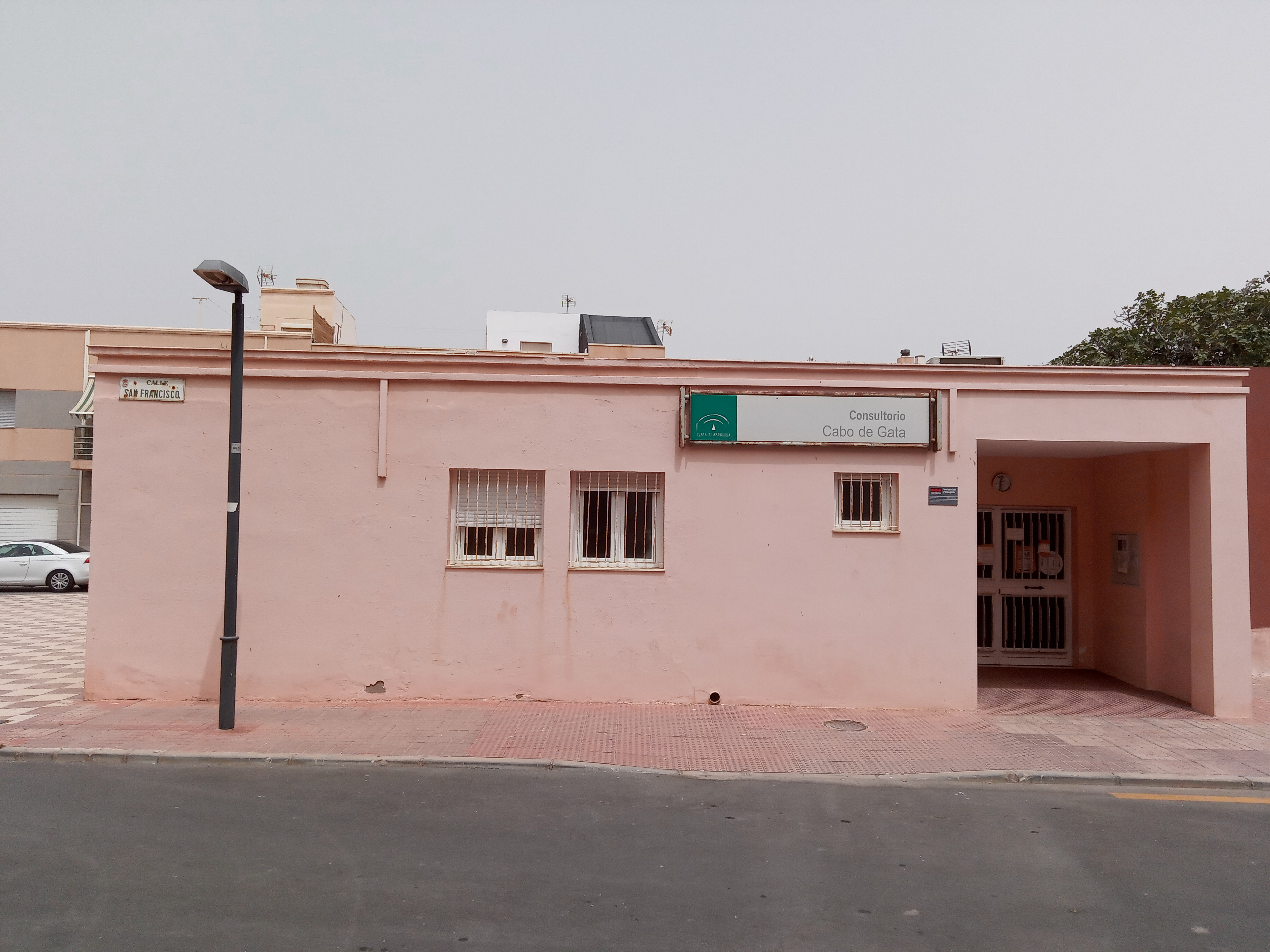
Consultorio de Cabo de Gata

La empresa que se encarga de la limpieza de las vías y recogida de residuos es Urbaser. Existe una EDAR con una capqacidad de tratamiento de 4092 hectómetros. En verano el aumento de la población provoca el colapso de la misma, vertiendo agua sin depurar a la rambla de Morales.

### Seguridad
En la localidad se encuentra un puesto de la Guardia Civil que cubre la seguridad de toda la zona hasta San José. Recibe asimismo frecuentemente patrullas de la policía local de Almería.

## Administraciones Públicas
Al ser una pedanía no posee ayuntamiento propio, pero sí cuenta con una oficina periférica del Ayuntamiento de Almería donde pueden realizarse una serie de trámites administrativos sin necesidad de acudir a la capital municipal.
Por otro lado, dispone de una oficina de Correos que presta servicio tanto a la localidad como a otras de la zona como Pujaire, Ruescas, La Almadraba de Monteleva y La Fabriquilla. 

## Cultura

### Patrimonio
Los principales monumentos son:
- Torreón de San Miguel. Torre edificada en el siglo XVIII como método de defensa ante las incursiones en la costa.
- Iglesia de Cabo de Gata. La iglesia fue construida en el siglo XIX, alrededor de 1855. Carece de portada y su fachada está coronada por una espadaña de tres arcos con campanas. El interior es una nave rectangular con arcos de diafragma y pilares de cantería, situándose al fondo la capilla de la Virgen del Mar. Está rodeada por un patio exterior donde se celebra misa en época estival.[3]
- Molino del Tío Frasquito. Es un antiguo molino de viento situado en el núcleo urbano en una pequeña elevación. Ha perdido las aspas y solamente queda el cubo que ha sido habilitado como vivienda.

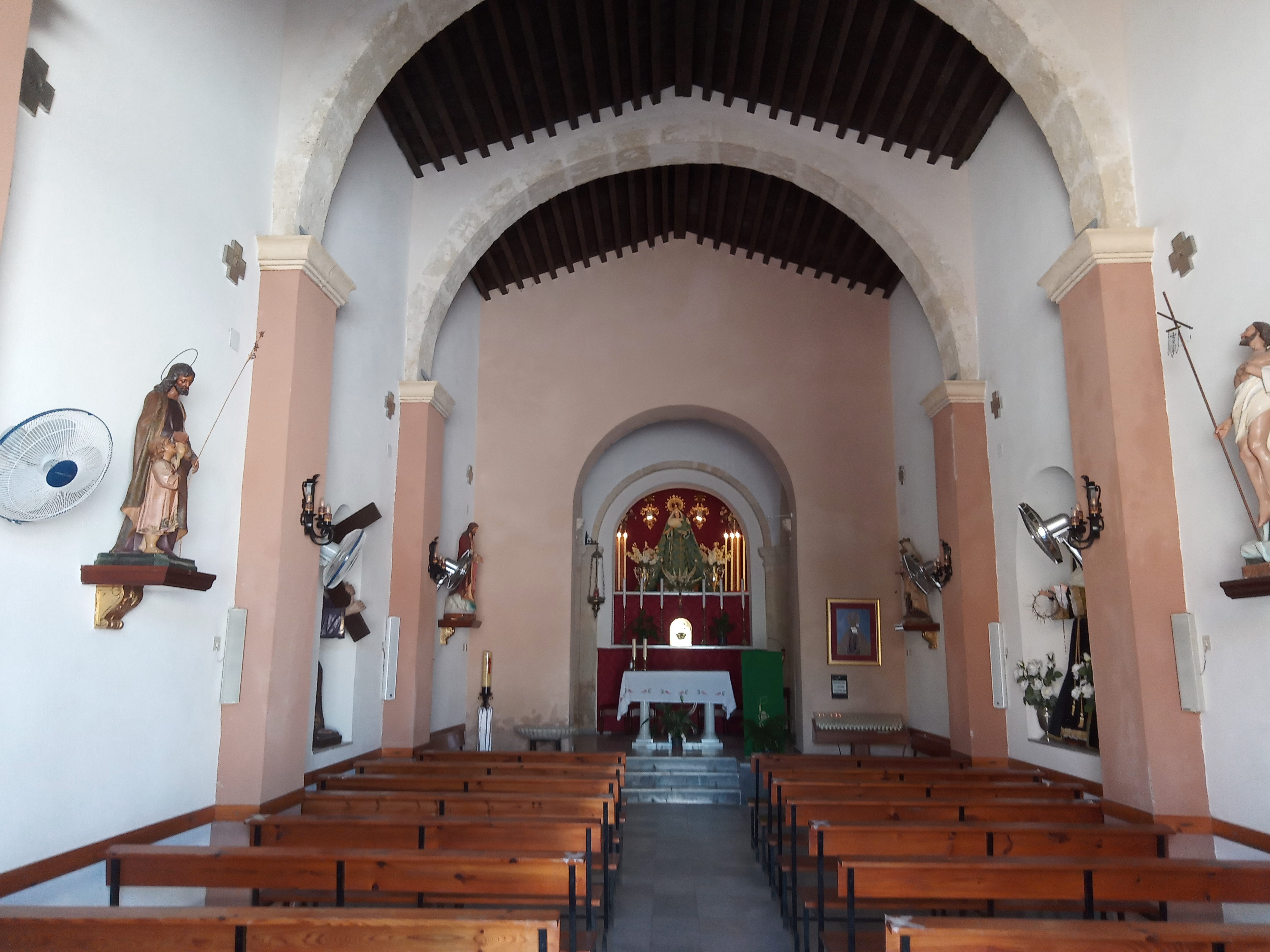
Interior de la iglesia

A pesar de tener varios elementos de interés etnológico, estos no se encuentran puestos en valor ni señalizados. Destacan una noria y varios pozos. La Asociación de Vecinos Las Sirenas pidió la puesta en valor de los mismos como recurso turístico.

### Entidades culturales
Existe una biblioteca pública municipal creada en 2003. Cuenta con préstamo de libros y un fondo bibliográfico especializado en el Parque natural del Cabo de Gata-Níjar. Dispone asimismo de treinta puestos de lectura y dos ordenadores portátiles con conexión a Internet.

### Patrimonio Cultural Inmaterial

#### Fiestas

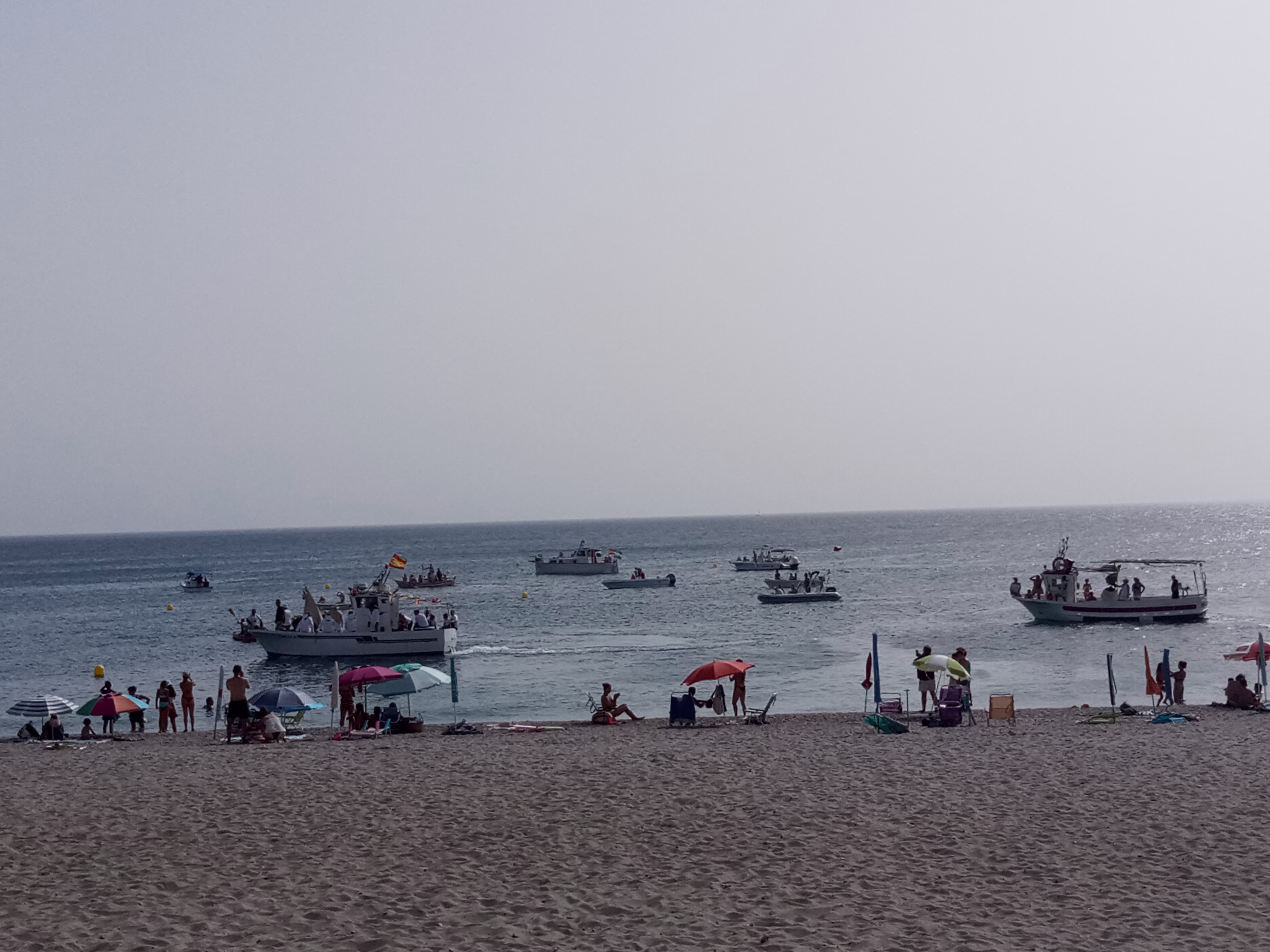
Procesión marinera.

El 15 de agosto se celebran las fiestas por la Virgen del Mar y duran varios días. Entre los actos festivos destacan la procesión de la Virgen, el 15 de agosto, la cucaña y una procesión marinera, donde la Virgen recorre en barco la playa del pueblo, seguido por una comitiva de barcas y barcos.

## Deporte

### Instalaciones deportivas
En la localidad se encuentra el Complejo Deportivo Municipal «Las Dunas», compuesto por un campo de fútbol 11 y otro de fútbol 7 transversal al mismo, de césped artificial; una pista de pádel; y una pista polideportiva.
En un parque existen dos pistas de petanca.

### Entidades deportivas
El equipo de fútbol, el Atlético Cabo de Gata, ha conseguido títulos a nivel de cantera. En el año 2006 consigue campeonato provincial y andaluz de prebenjamines en el año y el subcampeonato andaluz de benjamines de 2008. En el 2011, el equipo infantil queda campeón de la Copa Federación de Segunda Provincial
Desde 1994 se celebra todos los veranos un partido amistoso entre los veteranos del Atlético de Cabo de Gata y un grupo de aficionados de Purullena, que se disputa en verano, la ida en Cabo de Gata y la vuelta en la localidad granadina.

### Eventos deportivos

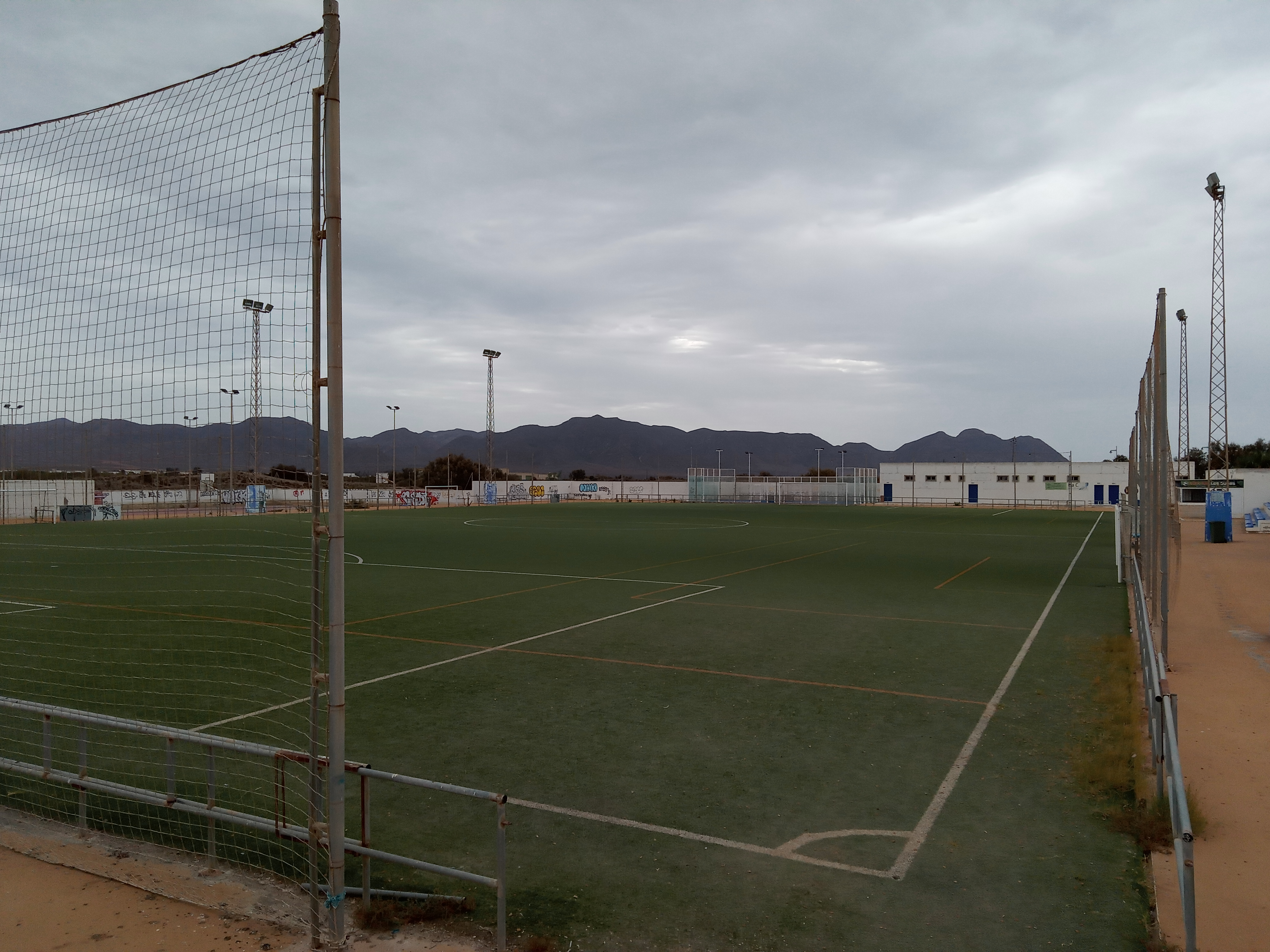
Campo de fútbol Las Dunas

Debido al crecimiento de su población en verano, ha sido sede de muchos eventos deportivos de playa. Se celebraron siete ediciones de un torneo de fútbol playa, el Memorial Javier Alonso que llegó a congregar a más de 40 equipos en algunas ediciones.
En los últimos años el tenis playa se ha convertido en un deporte popular en la pedanía, creándose el Club de Tenis Playa Cabo de Gata. En el 2014 se celebró un torneo internacional, que era puntuable para el Mundial de Tenis playa. Además se han celebrado torneos del Circuito Andaluz de Tenis playa y otros torneos para las fiestas u organizados por el Ayuntamiento de Almería.
También ha sido una de las sedes del torneo de voley playa Costa de Almería Series.
En el año 2018 y 2019, el CDM Las Dunas fue sede de la Policup, un campeonato de fútbol base organizado por el Polideportivo Almería.